# Bae Eun-Hye
Bae Eun-Hye (en coreano: 배은혜; 21 de agosto de 1982) es una deportista surcoreana que compitió en judo. Ganó dos medallas en los Juegos Asiáticos en los años 2002 y 2006, y dos medallas en el Campeonato Asiático de Judo en los años 2003 y 2005.

## Palmarés internacional
| Juegos Asiáticos    | Juegos Asiáticos      | Juegos Asiáticos  | Juegos Asiáticos |
| Año                 | Lugar                 | Medalla           | Categoría        |
| ------------------- | --------------------- | ----------------- | ---------------- |
| 2002                | Busan (Corea del Sur) | Medalla de plata  | –70 kg           |
| 2006                | Doha (Catar)          | Medalla de plata  | –70 kg           |
| Campeonato Asiático |                       |                   |                  |
| Año                 | Lugar                 | Medalla           | Categoría        |
| 2003                | Jeju (Corea del Sur)  | Medalla de plata  | –70 kg           |
| 2005                | Taskent (Uzbekistán)  | Medalla de bronce | –70 kg           |